# Vasyl Lomatjenko
Vasyl Anatolijovytj Lomatjenko (ukrainsk: Василь Анатолійович Ломаченко, tr. Vasyl Anatolijovytj Lomatjenko; født 17. februar 1988) er en ukrainsk professionel bokser. Han har været indehave af WBO junior-letvægt-titlen siden 2016 og tidligere WBO fjervægt-titlen fra 2014 til 2016; han vandt sidstnævnte titel i sin blot tredje professionelle kamp.

## Amatørkarriere
Lomatjenkos største internationale amatørresultater er en guldmedalje fra Sommer-OL 2008 i Beijing, Kina, og en guldmedalje fra Verdensmesterskabet i 2009 i Milano, Italien. Han repræsenterede Ukraine under sommer-OL 2008, hvor han altså tog guldet foran Khedafi Djelkhir fra Frankrig.

## OL-medaljer
- 2008  Kina Beijing - Guld i boksning, fjervægt, mænd  Ukraine Ukraine
- 2012  Storbritannien London - Guld i boksning, letvægt, mænd  Ukraine Ukraine